# Halle, Grafschaft Bentheim
Halle är en kommun och ort i Landkreis Grafschaft Bentheim i förbundslandet Niedersachsen i Tyskland.
Kommunen ingår i kommunalförbundet Samtgemeinde Uelsen tillsammans med ytterligare sex kommuner.